# Kabinett Ólafur Thors I

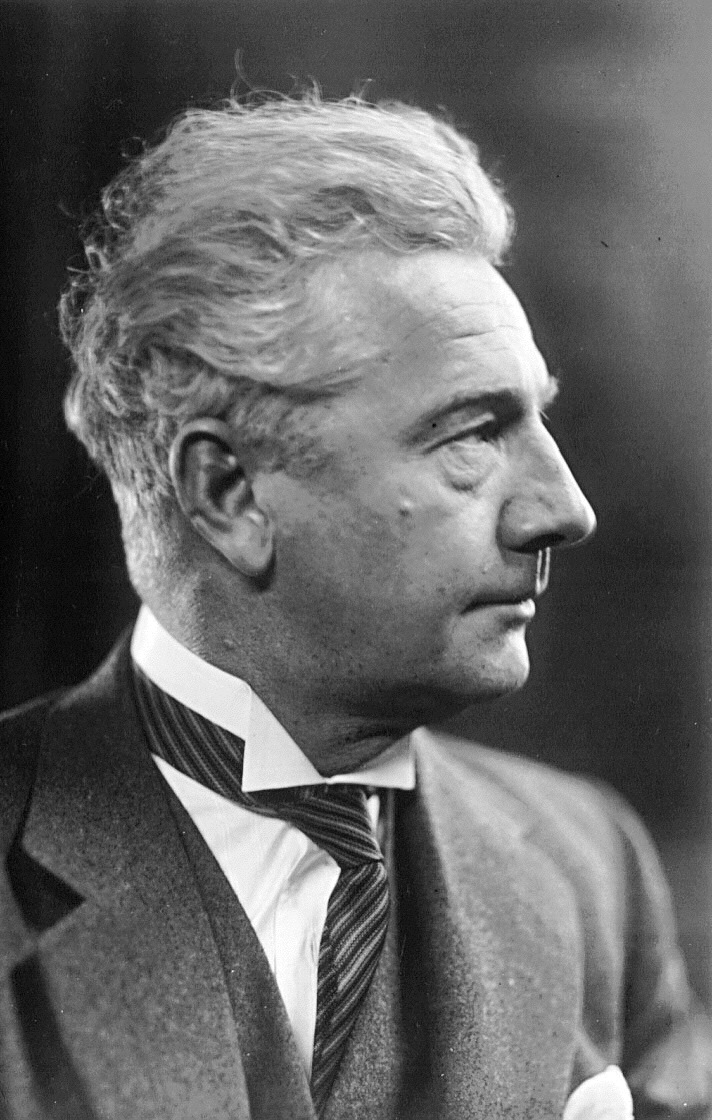
Ólafur Thors war von Mai bis Dezember 1942, 1944 bis 1947, 1949 bis 1950, 1953 bis 1956 sowie zuletzt 1959 bis 1963 Premierminister von Island

Das Kabinett Ólafur Thors I war eine Regierung des unabhängigen Staates Island, das sich mit dem Vertrag vom 1. Dezember 1918 von Dänemark loslöste, aber dem gemeinsamen König des Königreichs Dänemark sowie des Königreichs Island Christian X. unterstellt war. Es wurde am 16. Mai 1942 gebildet und löste das Kabinett Hermann Jónasson IV ab. Es blieb bis zum 16. Dezember 1942 im Amt, woraufhin es vom Kabinett Björn Þórðarson abgelöst wurde.
Dem Kabinett gehörten ausschließlich Mitglieder der Unabhängigkeitspartei (Sjálfstæðisflokkurinn) an.

## Regierungsmitglieder
| Amt                                | Amtsinhaber    | Beginn der Amtszeit | Ende der Amtszeit |
| ---------------------------------- | -------------- | ------------------- | ----------------- |
| Premierminister                    | Ólafur Thors   | 16. Mai 1942        | 16. Dezember 1942 |
| Außenminister                      | Ólafur Thors   | 16. Mai 1942        | 16. Dezember 1942 |
| Finanzminister und Justizminister  | Jakob Möller   | 16. Mai 1942        | 16. Dezember 1942 |
| Minister für Arbeit und Wirtschaft | Magnús Jónsson | 16. Mai 1942        | 16. Dezember 1942 |